# Pro Evolution Soccer 2008
Pro Evolution Soccer 2008 (официальная аббревиатура PES 2008; в Южной Корее и Японии известна как Winning Eleven 2008) очередная игра в серии Pro Evolution Soccer футбольных симуляторов компании Konami. Игра была официально анонсирована 18 июня 2007 года.
Игра была выпущена для таких платформ как Windows, Wii, Nintendo DS, PlayStation 3, PlayStation 2, PlayStation Portable, Xbox 360 и сотовых телефонов.
Демо для PlayStation 3 можно было загрузить через PlayStation Store, для Xbox 360 через Xbox Live Marketplace, а также демо вышло и для PC.

## Особенности
- Главная особенность игры — новая система AI, названная Teamvision. Teamvision — это сложный AI, способный приспосабливаться к индивидуальному стилю игры человека. Искусственный интеллект способен учить новые способы атаки, он будет способен предотвращать в будущем те ошибки, которые допускал по ходу матча.
- Игра использует систему Next gen. Улучшенная графика, новые анимации лиц игроков, реалистичный газон. Причем, в отличие от EA, Konami одарит новой графикой не только владельцев приставок нового поколения, но и адептов PC.
- Правдоподобная физика полета мяча; обойти защитников помогут новые движения и возможность просто их «перекинуть», пробросив мяч себе на ход.
- Гибкая система настроек в меню.

## Команды

### Неполная лицензия
Лицензированы несколько команд:
- Premier League

### Полная Лицензия
Полностью лицензированные лиги:
- Liga BBVA
- Ligue 1
- Serie A
- Eredivisie

## Wii версия
Версия Nintendo Wii в PES 2008 (Winning Eleven Play Maker 2008 года в Японии) в корне отличается от других версий. Основной геймплей сосредоточен вокруг Wii Remote. Игрок управляет футболистами, перетаскивая их курсором на экране. Игра делает уклон на тактику, так как есть практически полная свобода в перемещении любого игрока на экране в любом месте. Также многое другое в тактике и маневрах могут быть использованы в атакующей игре.
Эта версия не включает режим Master League.
Версия Wii в PES 2008 получила больше положительных отзывов, чем другие версии.

## Обложки
На всех обложках игры для разных регионов присутствует Криштиану Роналду. Кроме него, на разных обложках присутствует ещё один футболист, в соответствии с регионом. Например, на обложке для выпуска игры в Англии это Майкл Оуэн, во Франции — Дидье Дрогба, в Германии — Ян Шлаудрафф, в Италии — Джанлуиджи Буффон, в Австралии — Лукас Нил.

## Отзывы
| Сводный рейтинг    | Сводный рейтинг         | Сводный рейтинг | Сводный рейтинг | Сводный рейтинг         | Сводный рейтинг         | Сводный рейтинг         | Сводный рейтинг    |
| Издание            | Оценка                  | Оценка          | Оценка          | Оценка                  | Оценка                  | Оценка                  | Оценка             |
| Издание            | DS                      | PC              | PS2             | PS3                     | PSP                     | Wii                     | Xbox 360           |
| ------------------ | ----------------------- | --------------- | --------------- | ----------------------- | ----------------------- | ----------------------- | ------------------ |
| GameRankings       | 58,57 %                 | 78,50 %         | 82,58 %         | 73,46 %                 | 79,74 %                 | 83,60 %                 | 75,53 %            |
| Metacritic         | 58/100                  | N/A             | 82/100          | 74/100                  | 80/100                  | 83/100                  | 76/100             |
| Иноязычные издания |                         |                 |                 |                         |                         |                         |                    |
| Издание            | Оценка                  | Оценка          | Оценка          | Оценка                  | Оценка                  | Оценка                  | Оценка             |
| Издание            | DS                      | PC              | PS2             | PS3                     | PSP                     | Wii                     | Xbox 360           |
| 1UP.com            | N/A                     | N/A             | N/A             | C+                      | N/A                     | B                       | N/A                |
| Eurogamer          | 6/10                    | N/A             | N/A             | 8/10                    | 7/10                    | 8/10                    | N/A                |
| Game Informer      | N/A                     | N/A             | N/A             | 7,75/10                 | N/A                     | 8/10                    | 7,75/10            |
| GameSpot           | 6/10                    | 7/10            | 7,5/10          | 6/10                    | 7/10                    | 8/10                    | 7/10               |
| GameSpy            | N/A                     | N/A             | [ 29 ]          | [ 30 ]                  | [ 31 ]                  | N/A                     | [ 32 ]             |
| IGN                | (US) 5,5/10 (UK) 4,7/10 | N/A             | 8,4/10          | (UK) 9,2/10 (US) 8,6/10 | (UK) 8,9/10 (US) 8,3/10 | (UK) 8,9/10 (US) 8,6/10 | (UK) 9,2/10 8,6/10 |
| ONM                | N/A                     | N/A             | N/A             | N/A                     | N/A                     | 90 %                    | N/A                |
| OXM                | N/A                     | N/A             | N/A             | N/A                     | N/A                     | N/A                     | 4,5/10             |
| PC Gamer (UK)      | N/A                     | 86 %            | N/A             | N/A                     | N/A                     | N/A                     | N/A                |
| Digital Spy        | N/A                     | N/A             | N/A             | [ 47 ]                  | N/A                     | [ 48 ]                  | N/A                |

Игра получила положительные отзывы, в отличие от версии для Nintendo DS, которая подверглась жесткой критике.